# 구루메코코마에역
구루메코코마에역 또는 구루메고교앞역(일본어: 久留米高校前駅)은 일본 후쿠오카현 구루메시에 있는 규슈 여객철도 규다이 본선의 역이다.
JR의 역 중 현립 고등학교의 학교명에서 유래한 역명을 가지고 있다. 현지에서는 단지 코코마에역으로 생략하기도 한다.

## 역 구조
단선 승강장 1면 1선의 지상역이며, 승강장 길이는 4량분이 확보되어 있다.
규슈 교통기획이 역 업무를 행하는 업무위탁역으로, 마르스는 없지만 POS 단말이 설치되어 있다. 역사 내에는 역무실 외에, 근거리 표용 승차권 자동발매기나 음료 자동판매기가 존재한다.

## 이용 현황
- 2009년도의 1일 평균 승차 인원은 364명이다.

## 역 주변
주택지가 넓게 펴져있어, 역 앞에는 자전거 보관소나 로터리가 있다. 역의 북쪽으로 구루메 고교가 있다. 역 근처를 현도 758호선이 남북으로, 흔히 가쿠엔도리라고 불리는 현도 755호선이 동서로 늘려져 있어, 사이마치 교차로에서 교차하고 있다. 또한, 758호선부터 역 앞의 로터리로 분기하는 길은 약간 납득하기 거북한 장소에 있기 때문에, 역의 존재를 표시하는 간판이 설치되어 있다.
- 후쿠오카 현립 구루메 고등학교
- 구루메 시립 구루메 상업 고등학교
- 서일본 철도 덴진오무타 선 하나바타케역

## 역사
- 1996년 : JR 규다이 본선 활성화 촉진 협의회가, 구루메 - 미나미쿠루메 간에 구루메코코미나미역의 신설을 제언.
- 2007년 6월 15일 : 구루메 시청 시장 특별 응접실에서 '(가칭) 구루메코코에키마에' 각서 제결식이, 구루메코코마에 역 설치 추진 기성회 · 규슈 여객철도 · 구루메 시의 3자가 행해졌다.
- 2009년 3월 14일 : 개업.

## 인접 역
| 규다이 본선 | 규다이 본선   | 규다이 본선              |
| ----------- | ------------- | ------------------------ |
| 구루메 방면 | ■ 규다이 본선 | 미나미쿠루메 오이타 방면 |